# Bănești (Crișul Alb)
Bănești je desna pritoka rijeke Crișul Alb u Rumunjskoj.  Ulijeva se u Crișul Alb u Hălmagiu. Duljina joj je 19 km, a površina porječja 111 km2.